# Nowokonstantynów
Nowokonstantynów (ukr. Новокостянтинів) – wieś na Ukrainie w rejonie latyczowskim obwodu chmielnickiego.
W miejscowości przez kilka lat mieszkał młody Seweryn Goszczyński.